# モーター・サイコ (1965年の映画)
『モーター・サイコ』（原題: Motorpsycho）は、1965年のアメリカ合衆国の映画。
本作は、各地で狼藉を働く3人のバイカーと、彼らにそれぞれの伴侶を奪われた男女の追跡劇を描いた内容となっている。

## キャスト
- アレックス・ロッコ
- ハジ
- ジョセフ・セリーニ
- アーシャルス・アヴァジアン
- リチャード・S・ブルマー
- ジョージ・コステロ
- コールマン・フランシス
- シャロン・リー
- スティーヴ・マスターズ
- ラス・メイヤー
- スティーヴン・オリヴァー